# Kasper Skræp
Kasper Skræp (født 26. februar 2000) er en dansk fodboldspiller, som spiller for FIU Panthers (en). Han har tidligere spillet på OB's U19-hold, men kommer oprindeligt fra Østfyn. Han har siden 2019 spillet for universitets og collegehold i USA.
Den 4. september 2018 blev Kasper Skræp af DBU udtaget til Danmarks midlertidige herrelandshold op til en testkamp mod Slovakiet den 5. september. Landsholdet blev primært sammensat af spillere fra 2. division og Danmarksserien som følge af en konflikt mellem Spillerforeningen og DBU.
Kasper Skræp har en bachelor i psykologi på Oregon State University[kilde mangler]
Og en master i business administration fra Florida International University[kilde mangler]